# Кведреші
Кведреші (груз. ყვედრეში) — село в Грузії.
За даними перепису населення 2014 року в селі проживає 110 особа.